# Rush Rail
Rush Rail var en svensk tågoperatör med gods- och timmertransporter som främsta uppdrag och etablerades år 2010. Enligt RushRails webbplats körde företaget cirka 70 avgångar varje vecka, främst med gods från hamnen i Göteborg.
Bolaget försattes i konkurs den 12 december 2016 efter att företagsrekonstruktionen misslyckats.